# Fotja gegant
La fotja gegant (Fulica gigantea) és una espècie d'ocell de la família dels ràl·lids (Rallidae) que habita llacs dels Andes, des del centre del Perú i oest de Bolívia cap al sud fins al nord de Xile i zona limítrofa de l'Argentina.